# Ralliement des Établissements français de l'Océanie à la France libre
Le ralliement des Établissements français de l'Océanie (actuelle Polynésie française) à la France libre intervient le 2 septembre 1940. Il marque l'entrée de la colonie dans la Seconde Guerre mondiale et en fait une des toutes premières à se placer sous l'autorité du général de Gaulle. Ce ralliement suit celui des Nouvelles-Hébrides le 22 juillet 1940 et précède celui de la Nouvelle-Calédonie le 19 septembre 1940.

## Événements
Lorsqu'éclate la Seconde Guerre mondiale, les Établissements Français d'Océanie sont quelque peu isolés de la métropole : le voyage par la mer depuis Marseille est long de plusieurs semaines et les communications sont allongées par la distance. Les postes clés de l'administration sont tenus par des métropolitains.
Avec la nouvelle de la signature de l'armistice, deux groupes émergent, les pro-Vichy dont font partie Noël Ilari et le navigateur Alain Gerbault, et les pro-de Gaulle, rassemblés dans un "Comité de Gaulle" et menés par Émile de Curton, Teriieroo a Teriierooiterai et d'autres notables franco-polynésiens. Le 1er septembre 1940, un plébiscite est organisé sur les îles de Tahiti et de Moorea, dont le résultat est sans appel : 5564 voies sont exprimées en faveur du général de Gaulle, contre seulement 18 pour le Maréchal Pétain. Dès le lendemain, le gouverneur Frédéric Chastenet de Géry, en poste depuis 1937, démissionne. Un quadriumvirat le remplace et prend le titre de gouvernement provisoire, composé du maire de Papeete, Georges Bambridge, et de trois membres du conseil privé, Georges Lagarde, Émile Martin et Édouard Ahnne.
Le "Comité de Gaulle" reçoit par ailleurs le soutien du capitaine Félix Broche, chef de l'armée depuis le 4 juillet 1939, et de Jean Gilbert, seul officier de Marine à se rallier. 

## Conséquences
Dès septembre 1940, des centaines de personnes se présentent aux autorités et se portent volontaires pour poursuivre les combats aux côtés des Britanniques. Le 24 septembre 1940, Broche est nommé par télégramme du général de Gaulle commandant supérieur des troupes en Océanie et envoyé à Nouméa. C'est sous son autorité que sera formé le Bataillon du Pacifique, par la réunion du contingent tahitien qui quitte Tahiti et du contingent néo-calédonien. L'ensemble du corps expéditionnaire quitte Nouméa pour Sydney le 5 mai 1941. Toujours en septembre 1940, le diplomate néo-zélandais Carl Berendsen visite Papeete dans le cadre d'une mission officielle. Berendsen est remplacé en décembre 1940 par Robert Patrick, qui représente le gouvernement néo-zélandais à Tahiti de manière plus permanente.
En 1973, Émile de Curton, acteur du ralliement et gouverneur de la colonie de novembre 1940 à juin 1941, fait publier son récit des événements par la Société des océanistes.

## Acteurs
- Émile de Curton
- Félix Broche
- Georges Bambridge
- Maadi Gobrait
- Andréa de Balmann
- Édouard Ahnne
- Jean Gilbert